# Bowler (Cricket)

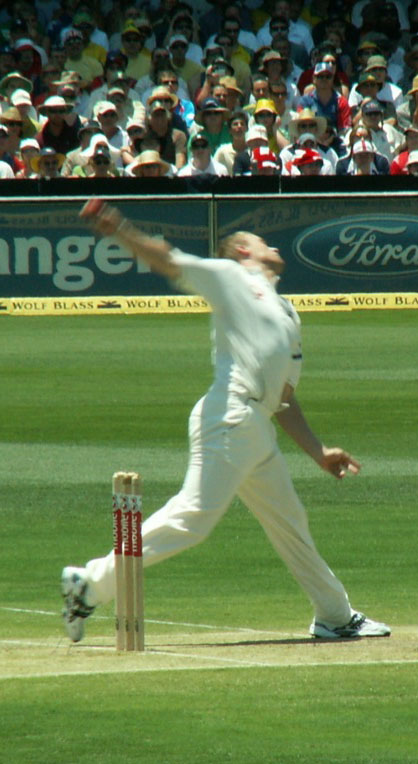
Der englische Fast Bowler und Publikumsliebling „Freddie“ Flintoff

Der Bowler (deutsch veraltet auch: Ballmann) ist eine Position im Cricket, die als Mitglied der jeweiligen Feldmannschaft den Ball zu Beginn eines Spielzuges zum Batter schleudert. Generell werden zwei Arten, dass sogenannte Fast bowling und das Spin bowling voneinander unterschieden.

## Bowling-Bewegung
Das Bowling wird im Cricket deutlich vom sogenannten „werfen“ (throwing) abgegrenzt, wobei letzteres einem Regelverstoß entspricht. Entsprechend ist auch eine Übersetzung als „Werfer“ inkorrekt. Um einen regulären Ball zu bowlen, muss ein Bowler die regelkonforme Grundtechnik, die eine vollständige Streckung des Armes vorschreibt, anwenden (wie im Bild rechts zu sehen). Generell besteht ein gebowlter Ball aus fünf Schritten.
In einem ersten Schritt nimmt der Bowler Anlauf und nähert sich dabei dem Pitch. Abhängig von der Wurf-Technik kann dies entweder ein langsamer nur wenige Schritte umfassender Anlauf sein (beim Spin Bowling), oder ein längerer Steigerungslauf (Fast Bowling). Wenn der Bowler sich dann in einem zweiten Schritt der sogenannten Popping crease nähert, einer Linie die vor dem Abwurf nicht übertreten werden darf, dreht er seinen Körper leicht zur Seite und lehnt sich leicht zurück. In einem dritten Schritt wird die Körperspannung aufgebaut und das Gewicht auf den hinteren Fuß gelagert, während der vordere Fuß durchaus angehoben werden kann. In einem vierten Schritt folgt eine Schulterrotation und der Ball wird mit ausgestrecktem Arm über dem Kopf nach vorne geschleudert. Dabei erfolgt der sogenannte release des Balles in etwa auf dem höchsten Punkt über dem Kopf. Der fünfte Schritt umfasst dann das sogenannte Follow through, bei dem der Schwung in einer weiteren Vorwärtsbewegung mündet.
Nachdem der sri-lanker Muttiah Muralitharan aus physischen Gründen die Regel zu einem vollständig ausgestreckten Arm in Frage stellte, wurde im November 2004 vom International Cricket Council die Regeln überarbeitet. Seitdem ist es dem Bowler erlaubt, ihren Ellenbogen bis zu 15° zu beugen.

## Bowling-Techniken
Es existieren eine Reihe verschiedener Bowlertypen, die ihre unterschiedlichen Stärken unter den jeweils gegebenen Witterungsbedingungen und vor allem abhängig vom aktuellen Zustand des Pitches ausspielen können. Jede Mannschaft stellt normalerweise verschiedene Bowlertypen für ein Spiel auf. Die Bowlingspezialisten einer Mannschaft, selten mehr als fünf der elf Spieler des Teams, werden zusammenfassend als bowling attack bezeichnet und finden sich meist am Ende der sogenannten Batting Order.
Mehr noch als die Geschwindigkeit des Balles ist als wichtiges Qualitätskriterium eines Bowlers die Genauigkeit seiner „Würfe“ (engl. delivery) zu nennen, die im Cricket durch die Schlagworte line and length ausgedrückt wird. Die line ist dabei die Fluglinie des Balles in Bezug zum Wicket und dessen drei Stäben (stumps). Nicht notwendigerweise zielt der Bowler dabei auf das Wicket, sondern greift oft eine Linie knapp außerhalb des sogenannten off-stumps, d. h. des äußersten Wicketstabes auf der Schlägerseite des Batters an. Die length bezeichnet den Auftreffpunkt des Balles auf der Pitch vor dem Batter, da der Bowler den Ball im Allgemeinen so bowlt, dass dieser vor dem Batter auf dem Boden aufkommt. Meist versucht der Bowler dabei einen Punkt auf der Pitch zu treffen, der weder zu nahe am noch zu weit weg vom Batter liegt.
Der Fast Bowler, oft auch Seam Bowler genannt, ist normalerweise die Hauptstütze der Feldmannschaft. Er nimmt üblicherweise einen langen Anlauf von nicht selten weit mehr als zehn Metern und die schnellsten Bowler der Welt erreichen Ballgeschwindigkeiten bis zu 160 km/h. Allerdings sind die gebowlten Bälle oft ungenau und bieten daher gute Schlagmöglichkeiten für die gegnerischen Batter. Eine besondere variation des Fast bowlings ist das sogenannte Swing bowling. Dabei wird über den Verlauf eines Innings der Ball von der Feldmannschaft nur auf einer Seite gereinigt und erhält dann auf Grund der unterschiedlichen Rauigkeiten der beiden Ballhälften einen Drall in der Luftphase. Dadurch beschreibt der Ball dann aus der Sicht des Batters eine Kurvenbewegung.
Der Medium Pace Bowler bowlt etwas langsamer, gleicht dies aber häufig durch andere Fähigkeiten aus. Er kann beispielsweise dem Ball durch unterschiedliche Techniken eine andere Flugbahn verleihen oder durch geringe Geschwindigkeitsunterschiede des Balles oder unterschiedliche Längen des „Wurfes“ den gegnerischen Batter zu einem falschen oder verfrühten Schlag verleiten. Medium Pace Bowler können den Ball auch meist genauer platzieren als Fast Bowler, was es dem Batter erschwert, für ihn aussichtsreiche Bälle zum Punkten zu finden.

Schematische Darstellung verschiedener „Ball-Längen“

Der Spin Bowler bowlt den Ball im Allgemeinen noch langsamer, aber verleiht ihm eine starke seitliche Rotation (spin), durch die der Ball beim Aufkommen auf der Pitch deutlich zur Seite wegspringt. Grob unterscheidet man Off Spin Bowler (finger spinner) und Leg Spin Bowler (wrist spinner). Bei ersteren springt der Ball nach rechts aus Sicht des Bowlers weg, bei letzteren zur linken Seite, immer von einem rechtshändigen Bowler ausgehend. Aber es gibt auch Variationen, durch die der Ball entgegen der Erwartung des Batter entweder gar nicht oder zur „falschen“ Seite springt, wie etwa den arm ball, googly, flipper, topspinner oder doosra.

## Klassifikation von Bowlern
Es hat sich etabliert bowler nach ihrer Bowling-Technik und ihrer Geschwindigkeit zu klassifizieren, da sich fast alle Bowler auf eine Technik spezialisieren. Bei den Geschwindigkeiten geht man von den Maximalgeschwindigkeiten aus, wobei es durchaus üblich ist, dass Bowler auch langsamere Bälle unterhalb ihres Potentials zu bowlen, um den Batter zu täuschen. Häufig werden die Abkürzungen verwendet, um die Klassifikation eines Bowlers anzugeben.
| Rechtshändiges Fast bowling | Rechtshändiges Fast bowling | Rechtshändiges Fast bowling           |
| --------------------------- | --------------------------- | ------------------------------------- |
| Right arm pace/seam bowling | RF/RAF                      | Rechtshändiger fast                   |
| Right arm pace/seam bowling | RFM/RAFM                    | Rechtshändiger fast-medium            |
| Right arm pace/seam bowling | RMF/RAMF                    | Rechtshändiger medium-fast            |
| Right arm pace/seam bowling | RM/RAM                      | Rechtshändiger medium                 |
| Right arm pace/seam bowling | RMS/RAMS                    | Rechtshändiger medium-slow            |
| Right arm pace/seam bowling | RSM/RASM                    | Rechtshändiger slow-medium            |
| Right arm pace/seam bowling | RS/RAS                      | Rechtshändiger slow                   |
| Linkshändiges Fast bowling  |                             |                                       |
| Left arm pace/seam bowling  | LF/LAF                      | Linkshändiger fast                    |
| Left arm pace/seam bowling  | LFM/LAFM                    | Linkshändiger fast-medium             |
| Left arm pace/seam bowling  | LMF/LAMF                    | Linkshändiger medium-fast             |
| Left arm pace/seam bowling  | LM/LAM                      | Linkshändiger medium                  |
| Left arm pace/seam bowling  | LMS/LAMS                    | Linkshändiger medium-slow             |
| Left arm pace/seam bowling  | LSM/LASM                    | Linkshändiger slow-medium             |
| Left arm pace/seam bowling  | LS/LAS                      | Linkshändiger slow                    |
| Rechtshändiges Spin bowling |                             |                                       |
| Right-arm spin bowling      | OB                          | Off break                             |
| Right-arm spin bowling      | LB                          | Leg break                             |
| Right-arm spin bowling      | LBG                         | Leg break googly                      |
| Linkshändiges Spin bowling  |                             |                                       |
| Left-arm spin bowling       | S/LA                        | (Slow) Left-arm orthodox spin         |
| Left-arm spin bowling       | S/LW                        | (Slow) left-arm wrist/unorthodox spin |
| Left-arm spin bowling       | LAG                         | Left-arm googly                       |

## Beste Bowler

### Männer
| Test                    | Test        | Test       | Test  | Test    |
| Spieler                 | Team        | Zeitraum   | Tests | Wickets |
| ----------------------- | ----------- | ---------- | ----- | ------- |
| Muttiah Muralitharan    | Sri Lanka   | 1992–2010  | 133   | 800     |
| Shane Warne             | Australien  | 1992–2007  | 145   | 708     |
| James Anderson          | England     | 2003–heute | 175   | 667     |
| Anil Kumble             | Indien      | 1990–2008  | 132   | 619     |
| Stuart Broad            | England     | 2007–heute | 159   | 566     |
| Stand: 28. Oktober 2022 |             |            |       |         |
| ODI                     |             |            |       |         |
| Spieler                 | Team        | Zeitraum   | ODIs  | Wickets |
| Muttiah Muralitharan    | Sri Lanka   | 1993–2011  | 350   | 534     |
| Wasim Akram             | Pakistan    | 1984–2003  | 356   | 502     |
| Waqar Younis            | England     | 1989–2003  | 262   | 416     |
| Chaminda Vaas           | Sri Lanka   | 1994–2008  | 322   | 400     |
| Shahid Afridi           | Pakistan    | 1996–2015  | 398   | 395     |
| Stand: 28. Oktober 2022 |             |            |       |         |
| Twenty20                |             |            |       |         |
| Spieler                 | Team        | Zeitraum   | T20s  | Wickets |
| Shakib Al Hasan         | Bangladesch | 2006–heute | 106   | 125     |
| Tim Southee             | Neuseeland  | 2008–heute | 101   | 125     |
| Rashid Khan             | Afghanistan | 1989–heute | 72    | 119     |
| Lasith Malinga          | Sri Lanka   | 2006–2022  | 84    | 107     |
| Ish Sodhi               | Neuseeland  | 2014–heute | 82    | 104     |
| Stand: 28. Oktober 2022 |             |            |       |         |

### Frauen
| WTest                   | WTest       | WTest      | WTest  | WTest   |
| Spieler                 | Team        | Zeitraum   | WTests | Wickets |
| ----------------------- | ----------- | ---------- | ------ | ------- |
| Mary Duggen             | England     | 1949–1963  | 17     | 77      |
| Betty Wilson            | Australien  | 1948–1958  | 11     | 68      |
| Diana Edulji            | Indien      | 1976–1991  | 20     | 63      |
| Myrtle Maclagan         | England     | 1934–1951  | 14     | 60      |
| Cathryn Fitzpatrick     | Australien  | 1991–2006  | 13     | 60      |
| Stand: 28. Oktober 2022 |             |            |        |         |
| WODI                    |             |            |        |         |
| Spieler                 | Team        | Zeitraum   | WODIs  | Wickets |
| Jhulan Goswami          | Indien      | 2002–2022  | 204    | 255     |
| Shabnim Ismail          | Südafrika   | 2007–heute | 127    | 191     |
| Cathryn Fitzpatrick     | Australien  | 1993–2007  | 109    | 180     |
| Anisa Mohammed          | West Indies | 2003–heute | 141    | 180     |
| Katherine Brunt         | England     | 2005–heute | 141    | 170     |
| Stand: 28. Oktober 2022 |             |            |        |         |
| WTwenty20               |             |            |        |         |
| Spieler                 | Team        | Zeitraum   | WT20s  | Wickets |
| Anisa Mohammed          | West Indies | 2008–2021  | 117    | 125     |
| Shabnim Ismail          | Südafrika   | 2007–heute | 105    | 115     |
| Ellyse Perry            | Australien  | 2008–heute | 126    | 116     |
| Nida Dar                | Pakistan    | 2010–heute | 121    | 114     |
| Sophie Devine           | Neuseeland  | 2006–heute | 112    | 109     |
| Stand: 28. Oktober 2022 |             |            |        |         |

## Vergleichbare Positionen in anderen Sportarten
Eine vergleichbare Position im Spiel wie der Bowler im Cricket nimmt der Pitcher im Baseball ein. Jedoch werden dessen Würfe ohne Anlauf durchgeführt und es findet im Gegensatz zum Cricket ein tatsächlichen „werfen“ statt.